# Ліберальна партія Чорногорії
Ліберальна партія Чорногорії (чорн. Либерална партија Црне Горе, Liberalna partija Crne Gore, LPCG) — ліберальна політична партія в Чорногорії, член Ліберального інтернаціоналу.
Була заснована 28 жовтня 2004 у Подгориці. Під час референдуму про незалежність у 2006 ліберали підтримували незалежність країни. 21 листопада 2014 Альянс лібералів і демократів за Європу прийняв Ліберальну партію як асоційованого члена.